# Dálnice v Dánsku

Schéma dánské dálniční sítě

Dánsko má nejhustší síť dálnic ze skandinávských zemí. Dánské dálnice nemají vlastní vnitrostátní číslování, pro jejich označení se používají čísla evropských silnic, popřípadě dánských silnic, přičemž víceproudé silnice jsou jen na nejvytíženějších tazích a nejsou nijak rozlišované od dvouproudých, stejně jako v dalších zemích severní Evropy. Celková délka dálnic (vyhovujících statusu dálnice) v zemi je více než 1000 km. Maximální povolená rychlost na dánských dálnicích je 130 km/h. Dánské dálnice nejsou zpoplatněné, zpoplatněny jsou pouze dva mosty: most Öresund spojující Švédsko (Malmö) a Dánsko (Kodaň) a most Storebælt mezi ostrovy Fyn a Sjælland, a to formou mýtného.

## Historie výstavby dálnic
První plán na výstavbu dálnic v Dánsku se objevily v roce 1936. Ten počítal s výstavbou celkem 685 km dálnic. Výstavba první dálnice propojující ostrov Lolland započala v roce 1941. Na konci Druhé světové války v roce 1945 se ale práce zastavily. První část byla dokončena až v roce 1963. Některé další úseky dálnic následovaly, hlavní stavební boom však v Dánsku nastal až ve 21. století.

## Seznam dálnic

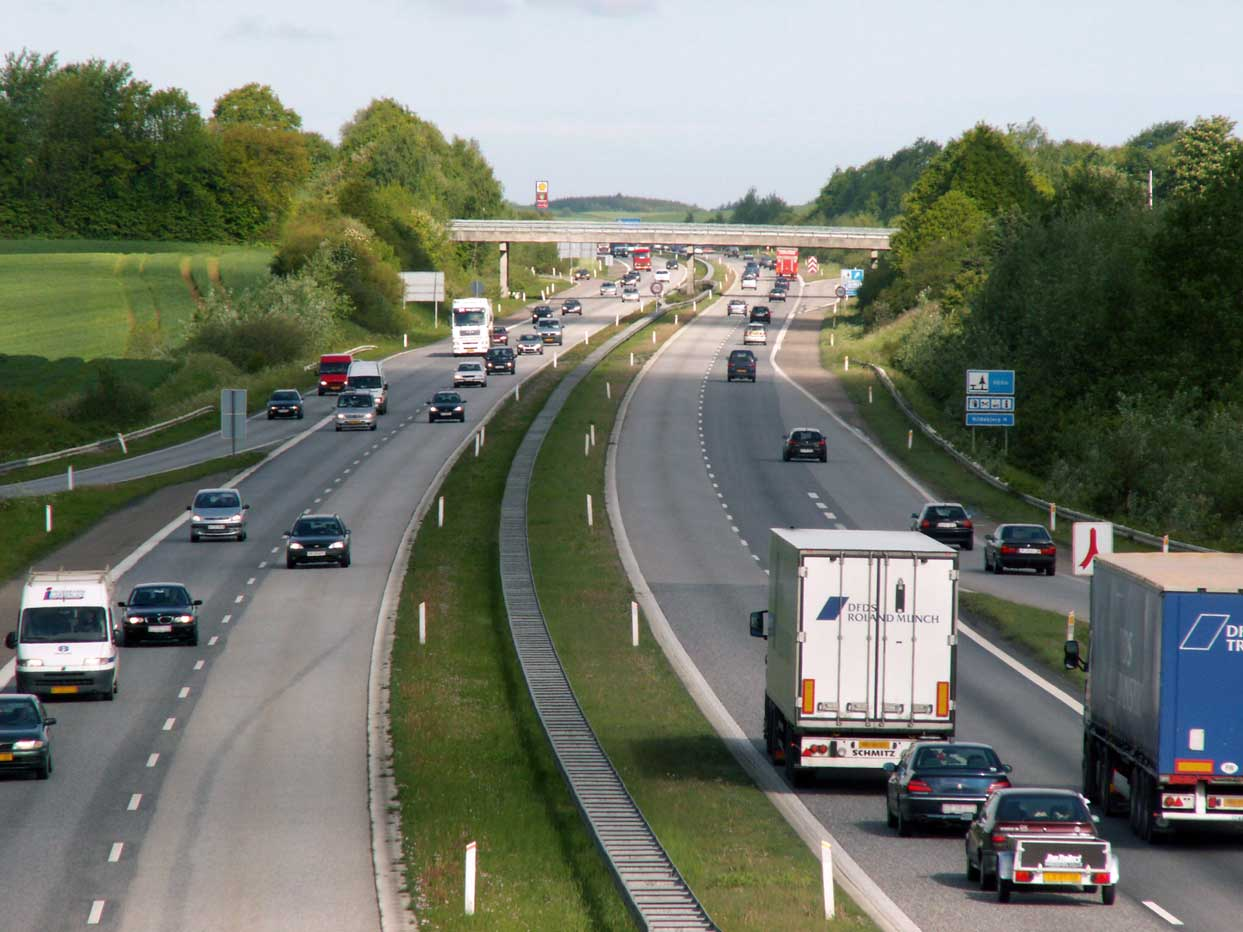
Evropská silnice E20 v Dánsku

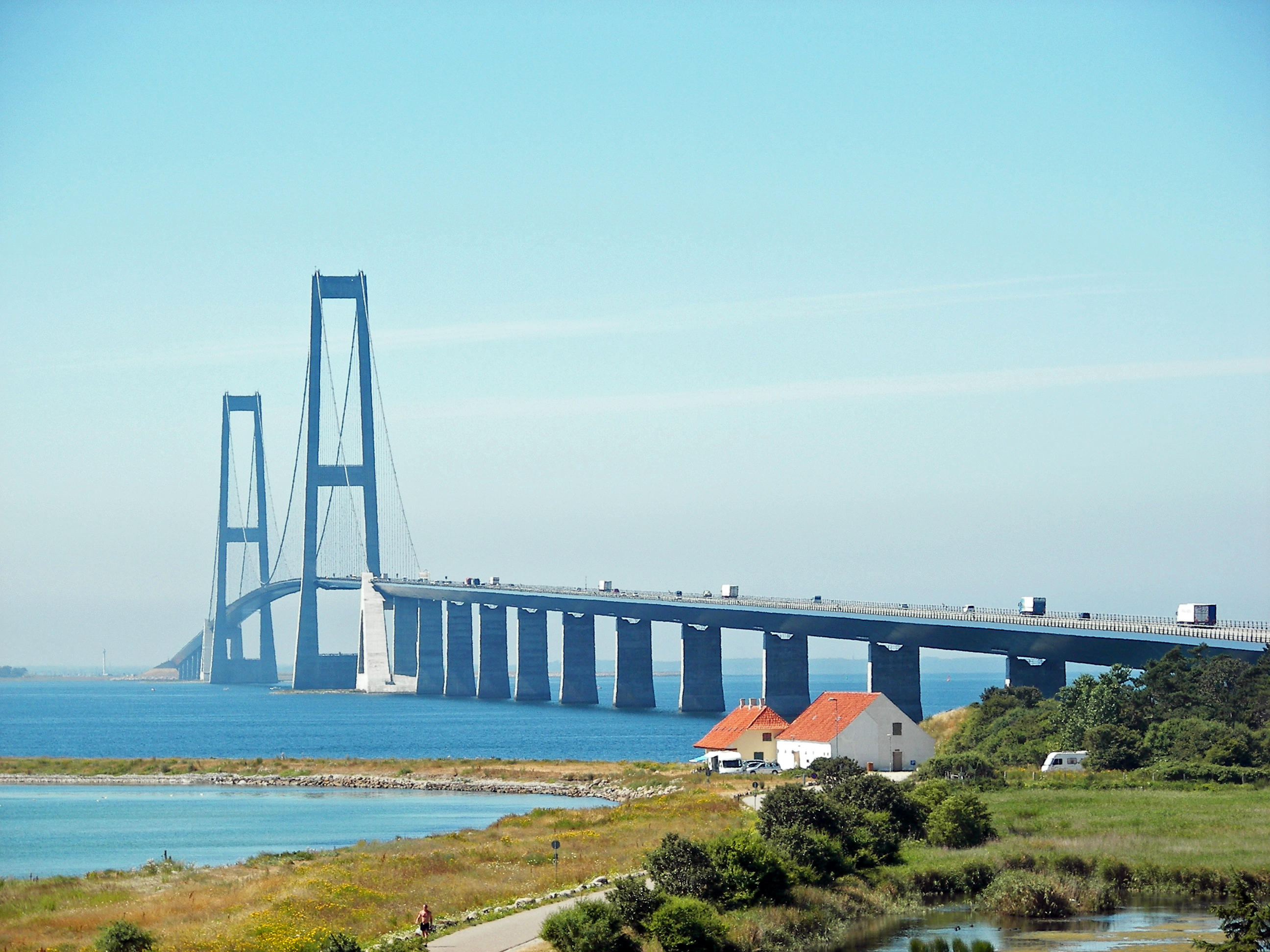
Most přes Velký Belt v Dánsku

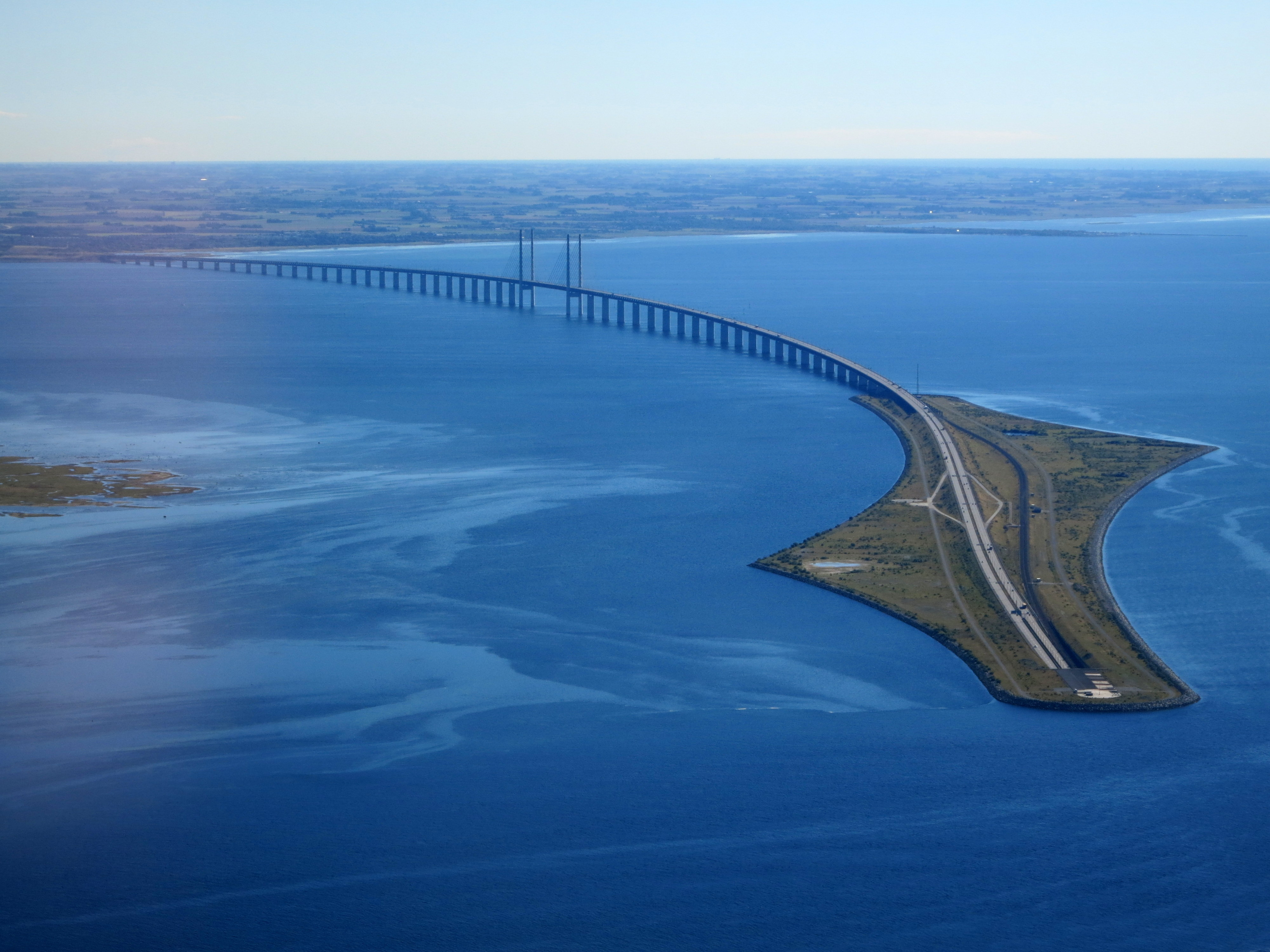
Most přes Öresund s tunelem na Kodaňské letiště

Rychlostní limity v Dánsku

Tučně jsou zvýrazněny části Dánska nebo ostrovy, přes které dálnice prochází.

### Evropské silnice
| Číslo | Mapa          | Trasa | Konečná délka [km] |
| ----- | ------------- | --- | ------------------ |
| E20   | E20 - Denmark | (Jutsko) Esbjerg - Kolding - Fredericia - Most Lillebæltsbroen - (Fyn) - Odense - Nyborg - Most přes Velký Belt - (Sjælland) - Slagelse - Køge - Kodaň - (Amager) - Most přes Öresund (- Švédsko) | 313                |
| E39   | E39 - Denmark | (Jutsko) Hirtshals - Hjørring - Aalborg | 60                 |
| E45   | E45 - Denmark | (Jutsko) Frederikshavn - Aalborg - Hobro - Aarhus - Skanderborg - Vejle - Kolding - Haderslev - Padborg - Německo (Dálnice A7)                                                                    | 357                |
| E47   | E47 - Denmark | (Lolland) Rødby - (Falster) - (Sjælland) - Køge - Hørsholm - Helsingør | 201                |
| E55   | E55 - Denmark | (Falster) Gedser - Nykøbing Falster - (Sjælland) - Vordingborg - Køge | 192                |

### Hlavní národní silnice
| Číslo  | Mapa             | Trasa                                                                                         | Konečná Délka (km) |
| ------ | ---------------- | --------------------------------------------------------------------------------------------- | ------------------ |
| O4-DK  | RoadO4 - Denmark | (Sjælland) Ishøj - Ballerup                                                                   | 11                 |
| P8-DK  |                  | (Jutsko) Kliplev - Sønderborg                                                                 | 26                 |
|        | Road9 - Denmark  | (Fyn) Odense - Svendborg                                                                      | 35                 |
| P15-DK | Road15 - Denmark | (Jutsko) Aarhus - Silkeborg - Herning - Ringkøbing                                            | 203                |
| P16-DK | Road16 - Denmark | (Sjælland) Kodaň - Allerød – Frederiksværk (Jutsko) Grenaa - Randers - Holstebro - Ringkøbing | 361                |
| P18-DK | Road18 - Denmark | (Jutsko) Herning – Vejle                                                                      | 103                |
| P21-DK | Road21 - Denmark | (Sjælland) Kodaň - Roskilde - Holbæk - Herrestrup - Randers                                   | 165                |
| P23-DK |                  | (Sjælland) Elverdam - Nr. Jernløse                                                            | 6                  |

### Sekundární národní silnice
| Číslo | Mapa              | Trasa                        | Konečná délka (km) |
| ----- | ----------------- | ---------------------------- | ------------------ |
| 201   | Road201 - Denmark | (Sjælland) Lyngby - Birkerød | 23                 |
| 501   | Road501 - Denmark | (Jutsko) Aarhuská spojka     | 9                  |
| 502   |                   | (Jutsko) Snejbjerg - Sinding | 10                 |